# Вілбертон-Намбер-Ван (Пенсільванія)
Вілбертон-Намбер-Ван (англ. Wilburton Number One) — переписна місцевість (CDP) в США, в окрузі Колумбія штату Пенсільванія. Населення — 223 особи (2020).

## Географія
Вілбертон-Намбер-Ван розташований за координатами 40°48′47″ пн. ш. 76°23′32″ зх. д. / 40.81306° пн. ш. 76.39222° зх. д. (40.813028, -76.392307).  За даними Бюро перепису населення США в 2010 році переписна місцевість мала площу 0,28 км², уся площа — суходіл.

## Демографія
Згідно з переписом 2010 року, у переписній місцевості мешкало 196 осіб у 84 домогосподарствах у складі 53 родин. Густота населення становила 713 осіб/км².  Було 102 помешкання (371/км²).
Расовий склад населення:
| - 99,5 % — білих - 0,5 % — азіатів |

До двох чи більше рас належало 0,0 %. Частка іспаномовних становила 0,0 % від усіх жителів.
За віковим діапазоном населення розподілялося таким чином: 19,9 % — особи молодші 18 років, 59,7 % — особи у віці 18—64 років, 20,4 % — особи у віці 65 років та старші. Медіана віку мешканця становила 46,0 року. На 100 осіб жіночої статі у переписній місцевості припадало 108,5 чоловіків;  на 100 жінок у віці від 18 років та старших — 115,1 чоловіків також старших 18 років.
Середній дохід на одне домашнє господарство  становив 54 744 долари США (медіана — 46 250), а середній дохід на одну сім'ю — 66 650 доларів (медіана — 60 500). За межею бідності перебувало 8,4 % осіб, у тому числі 8,3 % дітей у віці до 18 років та 30,4 % осіб у віці 65 років та старших.
Цивільне працевлаштоване населення становило 106 осіб. Основні галузі зайнятості: науковці, спеціалісти, менеджери — 28,3 %, виробництво — 17,9 %, сільське господарство, лісництво, риболовля — 10,4 %, публічна адміністрація — 9,4 %.